# Agrioglypta
Agrioglypta es un género de polillas de la familia Crambidae. Fue descrita en 1932 por Meyrick. Se encuentran en Asia, Australia.

## Especies
- Agrioglypta buxtoni (Tams, 1935)
- Agrioglypta deliciosa Butler, 1887
- Agrioglypta enneactis Meyrick, 1932
- Agrioglypta eurytusalis (Walker, 1859)
- Agrioglypta excelsalis (Walker, [1866])
- Agrioglypta itysalis (Walker, 1859)
- Agrioglypta juvenalis (Rebelde, 1915)
- Agrioglypta malayana (Butler, 1881)
- Agrioglypta proximalis (Whalley, 1962)
- Agrioglypta samoana (Swinhoe, 1906)
- Agrioglypta zelimalis (Walker, 1859)